# Maximilien Magnier de Maisonneuve
Pour les articles homonymes, voir Magnier et Maisonneuve.
Maximilien Magnier de Maisonneuve est un homme politique français né le 25 mars 1797 à Strasbourg (Bas-Rhin) et mort le 28 août 1844 à Paris.

## Biographie
Maximilien Magnier de Maisonneuve est né dans une famille originaire de Champagne, issue de Jean Magnier (1633-168), chirurgien, bourgeois de Belval-sous-Châtillon, (Marne). *Antoine Magnier (1660-1722), était marchand, lieutenant de justice de Belval. *Christophe Charles Magnier (1697-1780), était notaire et arpenteur royal à Belval. *Georges (né en 1739), était directeur des fermes du roi en Alsace, pour les traites, gabelles et tabacs et directeur des douanes pour les deux département du Rhin.
Maximilien est le fils d'Antoine Magnier de Maisonneuve (1762-1819), directeur de douanes à Nantes, et de Louise Sommervogel (nièce de François Xavier Sommervogel).

### Carrière
Il est député du Bas-Rhin de 1840 à 1844, siégeant dans la majorité soutenant la Monarchie de Juillet.
Il est, parallèlement à son mandat, directeur au ministère du Commerce.

## Sources
- « Maximilien Magnier de Maisonneuve », dans Adolphe Robert et Gaston Cougny, Dictionnaire des parlementaires français, Edgar Bourloton, 1889-1891 [détail de l’édition]